# Poninka
Poninka (în ucraineană Понінка) este o așezare de tip urban din raionul Polonne, regiunea Hmelnîțkîi, Ucraina. În afara localității principale, mai cuprinde și satele Lîpivka și Lodzeanivka.

## Demografie
Componența lingvistică a așezării de tip urban Poninka
     Ucraineană (97,75%)
     Rusă (2,06%)
     Alte limbi (0,07%)
Conform recensământului din 2001, majoritatea populației așezării de tip urban Poninka era vorbitoare de ucraineană (97,75%), existând în minoritate și vorbitori de rusă (2,06%).